# Cristieana Cojocaru
Cristieana Cojocaru (Cujmir, 2 januari 1962) is een atleet uit Roemenië.
Op de Olympische Zomerspelen 1984 in Los Angeles liep Cojocaru de 400 meter horden. Met een tijd van 55,41 werd ze derde in de finale, en kreeg ze de bronzen medaille.
In 1983 nam ze deel aan de Wereldkampioenschappen atletiek.

## Persoonlijk record
| Onderdeel | Resultaat | Jaar |
| --------- | --------- | ---- |
| 800 m     | 1:59,06   | 1985 |
| 1500 m    | 412,14    | 1979 |
| 400 m     | 54,55     | 1986 |

| Onderdeel | Resultaat | Jaar |
| --------- | --------- | ---- |
| 400 m     | 52,93     | 1984 |
| 800 m     | 2:01,01   | 1985 |

- World Athletics: 14343440